# Clinchamps-sur-Orne
Clinchamps-sur-Orne és un municipi francès situat al departament de Calvados i a la regió de Normandia. L'any 2007 tenia 1.011 habitants.

## Demografia

### Població
El 2007 la població de fet de Clinchamps-sur-Orne era de 1.011 persones. Hi havia 336 famílies de les quals 36 eren unipersonals (8 homes vivint sols i 28 dones vivint soles), 96 parelles sense fills, 184 parelles amb fills i 20 famílies monoparentals amb fills.
La població ha evolucionat segons el següent gràfic:
Habitants censats

### Habitatges
El 2007 hi havia 361 habitatges, 340 eren l'habitatge principal de la família, 11 eren segones residències i 10 estaven desocupats. 351 eren cases i 5 eren apartaments. Dels 340 habitatges principals, 282 estaven ocupats pels seus propietaris, 50 estaven llogats i ocupats pels llogaters i 8 estaven cedits a títol gratuït; 2 tenien una cambra, 7 en tenien dues, 34 en tenien tres, 80 en tenien quatre i 217 en tenien cinc o més. 295 habitatges disposaven pel capbaix d'una plaça de pàrquing. A 102 habitatges hi havia un automòbil i a 225 n'hi havia dos o més.

### Piràmide de població
La piràmide de població per edats i sexe el 2009 era:
| Homes | Edats   | Dones |
| ----- | ------- | ----- |
| 0     | 95 o +  | 0     |
| 0     | 90 a 94 | 0     |
| 4     | 85 a 89 | 0     |
| 4     | 80 a 84 | 0     |
| 4     | 75 a 79 | 12    |
| 8     | 70 a 74 | 12    |
| 12    | 65 a 69 | 12    |
| 16    | 60 a 64 | 20    |
| 32    | 55 a 59 | 16    |
| 40    | 50 a 54 | 48    |
| 20    | 45 a 49 | 28    |
| 40    | 40 a 44 | 36    |
| 64    | 35 a 39 | 68    |
| 44    | 30 a 34 | 28    |
| 32    | 25 a 29 | 28    |
| 28    | 20 a 24 | 36    |
| 32    | 15 a 19 | 56    |
| 56    | 10 a 14 | 20    |
| 36    | 5 a 9   | 52    |
| 16    | 0 a 4   | 32    |

## Economia
El 2007 la població en edat de treballar era de 708 persones, 534 eren actives i 174 eren inactives. De les 534 persones actives 494 estaven ocupades (274 homes i 220 dones) i 40 estaven aturades (17 homes i 23 dones). De les 174 persones inactives 46 estaven jubilades, 77 estaven estudiant i 51 estaven classificades com a «altres inactius».

### Ingressos
El 2009 a Clinchamps-sur-Orne hi havia 388 unitats fiscals que integraven 1.067,5 persones, la mediana anual d'ingressos fiscals per persona era de 20.498 €.

### Activitats econòmiques
Dels 28 establiments que hi havia el 2007, 2 eren d'empreses alimentàries, 2 d'empreses de fabricació d'altres productes industrials, 8 d'empreses de construcció, 4 d'empreses de comerç i reparació d'automòbils, 3 d'empreses d'hostatgeria i restauració, 2 d'empreses d'informació i comunicació, 1 d'una empresa financera, 2 d'empreses de serveis i 4 d'empreses classificades com a «altres activitats de serveis».
Dels 9 establiments de servei als particulars que hi havia el 2009, 1 era un paleta, 1 guixaire pintor, 2 fusteries, 2 lampisteries, 1 perruqueria i 2 restaurants.
L'únic establiment comercial que hi havia el 2009 era una fleca.
L'any 2000 a Clinchamps-sur-Orne hi havia 7 explotacions agrícoles.

## Equipaments sanitaris i escolars
El 2009 hi havia 1 escola maternal i 1 escola elemental.

## Poblacions més properes
El següent diagrama mostra les poblacions més properes.